# Savica, Bohinj
Savica este o localitate din comuna Bohinj, Slovenia, cu o populație de 76 de locuitori.